# Andrew Berry (biólogo)
Andrew Berry (Londres, 11 de julio de 1963) es un biólogo evolutivo e historiador de la ciencia británico con un interés particular en Alfred Russel Wallace. Anteriormente, fue Junior Fellow de la Harvard Society of Fellows y actualmente es profesor de Biología Organísmica y Evolutiva en la Universidad de Harvard.

## Primeros años
Nació en 1963 en Londres. Su padre es el biólogo R. J. Berry. Fue educado en la Escuela de Shrewsbury y luego estudió zoología en el St John's College de la Universidad de Oxford. Hizo su doctorado con Martin Kreitman en genética evolutiva en la Universidad de Princeton. En Harvard, realizó un trabajo postdoctoral en el laboratorio de Richard Lewontin.

## Carrera
La investigación de Berry combinó métodos de campo y de laboratorio para detectar la selección darwiniana positiva (es decir, la evolución adaptativa) a nivel molecular en poblaciones naturales. Además de artículos técnicos, ha publicado en London Review of Books, Slate, y otros lugares. Ha publicado dos libros: Infinite tropics: an Alfred Russel Wallace anthology (2003), con prólogo escrito por Stephen Jay Gould, y DNA: The Secret of Life con James Watson (2003). Además de dar conferencias en Harvard, también dirige un programa de estudios de verano en el extranjero de Harvard en The Queen's College de Oxford sobre la historia de la biología evolutiva y sobre las ideas actuales en este campo. Enseña biología evolutiva regularmente en la Universidad Sabancı en Estambul, Turquía, y en consecuencia es el objetivo de las organizaciones creacionistas turcas.
Ha trabajado en el desarrollo de guiones para varios programas de televisión importantes: Race, the Power of an Illusion de PBS, DNA de Channel 4, y Lord of the Ants de NOVA. En 2013, junto con George Beccaloni, curador con especial interés en Orthopteroidea y las colecciones de Alfred Russel Wallace en el Museo de Historia Natural de Londres, Berry narró un cortometraje de animación para The New York Times para celebrar el centenario de Alfred Russel Wallace.

## Vida personal
Está casado con la profesora de Harvard Naomi Pierce y tienen hijos gemelos.
A Berry le hicieron una broma durante un vídeo de comedia en el que el Youtuber JiDion irrumpió en una conferencia de ciencias biológicas.